# Prince de Bretagne
Cet article a pour sujet les descendants mâles des rois de Bretagne. Pour les autres significations du nom « Prince de Bretagne », voir Prince de Bretagne (homonymie).
 (juin 2011).
Si vous disposez d'ouvrages ou d'articles de référence ou si vous connaissez des sites web de qualité traitant du thème abordé ici, merci de compléter l'article en donnant les références utiles à sa vérifiabilité et en les liant à la section « Notes et références ».
La qualification de  prince de Bretagne était parfois donnée aux membres de la famille des ducs de Bretagne.